# 生物医学工程
生物醫學工程（Biomedical engineering）是一门年轻的交叉学科，与生物工程密切相关；其主要特点是运用工程学和应用科学的知识和技术解决生物学和医学领域的科学问题，充分研究生命系统及其行为，以及开发相关的生物医学系统和设备，最终帮助患者得到更好的照料以及提高健康个体的生活质量。该专业对疾病治疗、社会经济发展都有着深远意义，因而成为各国科学家的研究热点，是一门具有着巨大发展潜力的“朝阳学科”。生物医学工程师常同医生、治疗师以及学术界研究者共同工作，以解决临床问题。同该专业相关的应用实例包括生物兼容的假体、醫療器械、診斷設備、植入装置、物理治疗设备以及可穿戴设备等。

## 历史与行业
生物医学工程虽然如今被视作一个创新领域，但它拥有一个悠久的实践历史。最早的例子之一是在一具三千年历史的埃及木乃伊上发现的木头和皮革假脚趾。在此之前，即使是简单的拐杖和拐杖也是一种工程辅助设备，而第一个为骨折设计夹板的人也可以被认为是早期的生物医学工程师。
多年来，生物医学工程随着科学技术的发展而不断发展。在整个历史中，人类逐渐能够有效地诊断和治疗疾病，或者一定程度上的恢复、补偿及减轻人体的残疾和伤患。例子之一是助听器的发展演变。根据听力援助博物馆的资料，“耳朵喇叭”（Ear Trumpet）是一种悬挂在耳朵上的大喇叭形装置，它是20世纪中期以前唯一的“可行的助听器”。博物馆在其网站上表示，虽然电子设备在此之前就已经开发出来，但它们的速度很慢，难以帮助人进行日常沟通。
亚历山大·格雷厄姆·贝尔（Alexander Graham Bell）和托马斯·爱迪生（Thomas Edison）在19世纪末20世纪初的声音传播和放大工具被应用于制作第一台桌面助听器。随后是第一台使用大电池供电的真空管放大器的便携式（或“可拖曳”）设备。然而，第一批可佩带助听器的出现则要等到William Shockley及其在贝尔实验室的团队开发晶体管之后了。后续开发的微集成电路和先进的电池技术最终使得完全适合耳道的微型助听器问世。
生物医学工程史上的一些著名人物及其贡献包括：
- Forrest Bird（英语：Forrest Bird）（机械呼吸机）
- John Charnley（英语：John Charnley）（人造髋关节置换术）
- Graeme C. Clark（英语：Graeme C. Clark）（人工耳蜗）
- 威廉·埃因托芬（Willem Einthoven，心电图）
- Wilson Greatbatch（英语：Wilson Greatbatch）（内部心脏起搏器）
- Charles A. Hufnagel（英语：Charles A. Hufnagel）（人造心脏瓣膜）
- Robert Jarvik（英语：Robert Jarvik）（人造心脏）
- Willem Johan Kolff（英语：Willem Johan Kolff）（肾脏透析）
- 勒内·拉埃内克（Rene Laënnec，听诊器）
- Michel Mirowski（英语：Michel Mirowski）（植入式心脏复律除颤器）
- 威廉·伦琴（Wilhelm Roentgen，X射线）

如今，生物医学的应用领域涵盖了从汽车到航空航天，摩天大楼到声纳等各种领域。它专注于改进人类健康和卫生保健，为疾病的预防、诊断、治疗和康复服务。
不同于对人类健康有影响的其他工程学科，生物医学工程师还会在其工程设计过程中使用和应用现代生物学原理的深入知识。机械工程，电气工程，化学工程，材料科学，化学，数学和计算机科学与工程等领域都与生物医学工程中的人类生物学相结合，以改善人类健康。无论是先进的假肢还是突破性的细胞内蛋白质鉴定，都有生物医学工程的活跃。
生物医学工程中有许多子学科，包括有源和无源医疗设备的设计和开发，整形外科植入物，医学成像，生物医学信号处理，组织和干细胞工程以及临床工程，等等。

## 医疗设备
通常生物医学系要对医院使用的医疗设备进行校正以及维护，除非这些设备需要根据保证或者维护合同规定需要外部公司进行维护。所有的新进设备都要进行完全的测试，也就是说每行软件代码都要运行一遍或者每种可能的设置都进行测试和检验。大多数设备都将这个测试过程设计得简单又精确。许多生物医学设备需要进行消毒处理，但是这会带来一些特殊的问题，因为大多数消毒技术都会带来机器或者材料的损坏。大多数医疗设备或者自身是安全的，或者已经添加了其它的设备或系统以检测可能的故障，并且在出现故障的时候将系统关闭或者切换到不可使用的安全状态。一个典型的基本要求是在它的生命周期中任何时候任何单个的故障都不能使治疗过程变得不安全。参见安全工程中关于设计安全系统的过程的论述。
成像技术，如MRI、X射线、CT扫描、PET扫描以及PET-CT扫描通常都是医院中最复杂的设备。在X射线之后发明的新设备有起搏器、infusion pump、心肺机、透析机、诊断设备、人工器官、移植以及先进的弥补术。

## 规章制度问题
规章制度问题一直是生物医学工程师关注的一个问题。为了满足安全规定的要求，许多生物医学系统都必须有相应的文档要求按照预先规划好并经过批准的流程进行管理、设计、建造、测试、交付和使用。人们认为这样可以减少偶尔遗漏所需步骤的可能性从而提高治疗的质量与安全性。
在美国，生物医学工程师可以根据两个不同的法律框架进行操作。临床设备与技术通常是由美国食品药物管理局按照类似于药物管理的方式进行管理。生物医学工程师也可以开发日常消费用的设备与技术，如理疗设备等，可以归由美国消费品安全委员会管理。参见US FDA 510(k) documentation process （页面存档备份，存于）中关于生物医学设备美国登记的规定。
其它国家通常都有自己的管理机制。例如，在欧洲关于一个设备是否适合的决定权在处方医生手中，规章制度保证设备与所期望的工作效果一致。这样，在欧洲政府授权以盈利为目的的认证机构。知名工程师技术委员会提交包括公众评论在内的建议，这些建议就会被欧盟采纳为法律规定。根据设备的类型不同这些建议有所不同，并且会为安全性及功效规定测试方法。
一旦一个原型产品在认证实验室获得通过，并且在经过认证的质量体系控制下进行生产，那么设备就会允许加贴“CE标志”。CE标志表示按照使用说明使用这个设备就是安全可靠的。
不同的规章制度有时就会导致产品根据有利的法规条款的不同最初是为美国还是为欧洲市场设计。如果坚持不懈地申请的话，大多数的安全认证系统都会给出同等的结果。通常，一旦满足一个这样的体系要求之后，那么对于其它的来说主要就是各种书面文件的工作了。

## 薪资与前景
BLS（美国劳工统计局）表示，大多数生物医学工程工作至少需要生物医学工程学士学位。许多雇主对专业工程师则要求国家认证。通常需要硕士学位来晋升为管理人员，并且就职于该行业需要持续的教育和培训以跟上技术、测试和监控设备、计算机硬件和软件的发展以及政府法规方面的进步。
像许多工科领域一样，生物医学工程师的薪水也很高。与其他领域相比，他们在职业生涯的各个阶段的收入均高于平均水平。根据Salary.com的数据，截至2014年7月，刚毕业的具有学士学位的生物医学工程师的工资范围为35,213美元至64,371美元。具有硕士学位和5至10年经验的中级工程师的工作范围为51,404美元至84,098美元；具有硕士学位或博士学位并具有15年以上经验的高级工程师的工作范围为82,490美元至112,063美元。那些具有高级学位的经验丰富的工程师晋升到管理职位时则可以获得更多收入。根据美国劳工部的资料，前10％的生物医学工程师的工资有134,620美元。

## 教育
越来越多有工程学科的大学现在都有一个生物医学工程专业或者有一个从本科到博士的生物医学工程系。按照惯例，生物医学工程是在完成传统的工程或者科学领域本科学习之后专注的一个交叉学科。出现这种现象的一个原因是现在要求生物工程师在工程领域与生物科学领域具有同样的知识水平，现在兼有这两个学科知识的专业变得越来越普遍。

## 相关科目分支

### 临床工程
临床工程又稱為醫學與醫院系統工程學，是生物医学工程的一个分支，它的主要专业职责是负责医院中医疗设备的管理。临床工程师的工作通常是维护医疗设备清单、指导医疗设备技师的工作、确保医疗设备的安全性（如醫院輻射性安全作業）以及校准问题的处理，并且作为医院的医疗设备顾问。

## 另请参见
- 关于生物医学工程分类的图书
- Bronzino, Joseph D. (2000). The Biomedical Engineering Handbook - Second Edition. CRC Press.
  - Volume 1. ISBN 0-8493-0461-X.
  - Volume 2. ISBN 0-8493-0462-8.
- 生物医学工程主题列表